# Biblioteca Popular per a la Dona de Girona

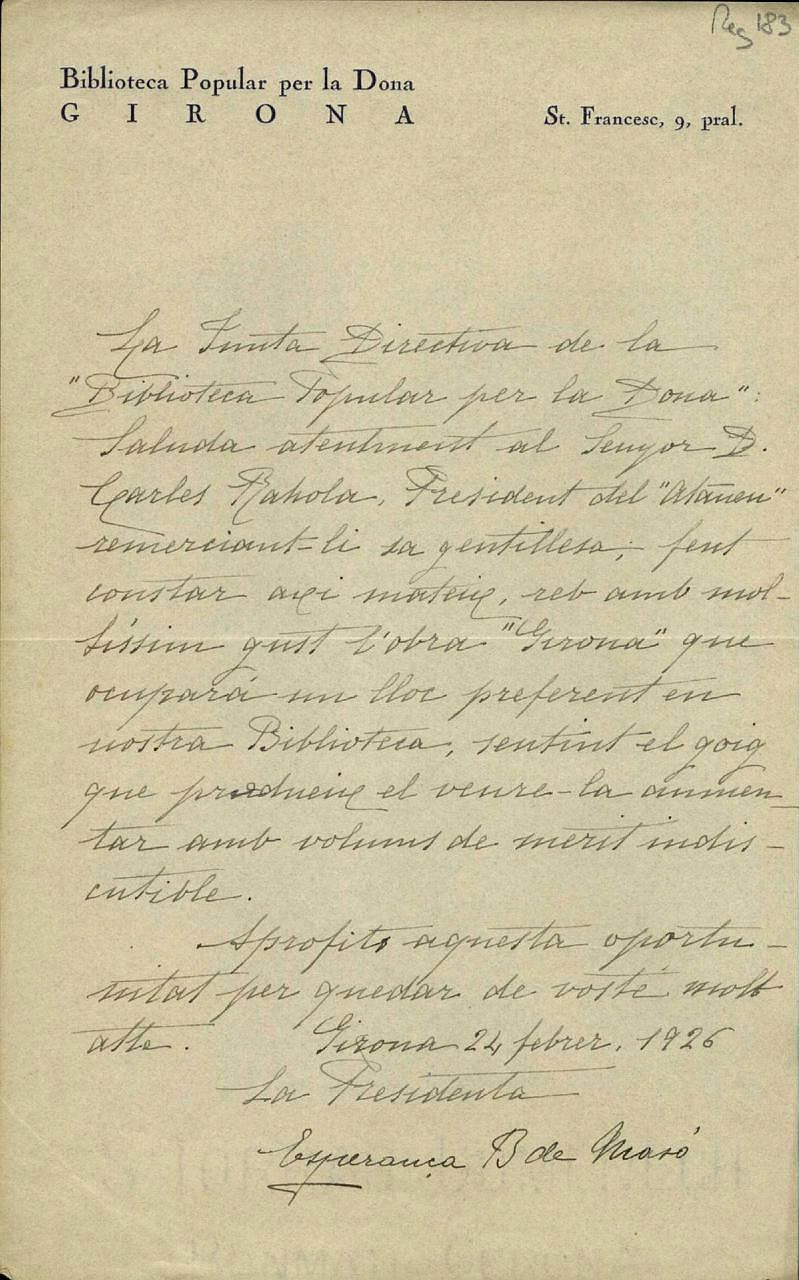
Carta d'Esperança Bru, presidenta de la Biblioteca Popular per a la Dona, a Carles Rahola, 1926. CRDI. Ajuntament de Girona.

La Biblioteca Popular per a la Dona va ser una institució cultural creada el 1918 a Girona per un grup de gironines amb la voluntat de bastir una obra cultural que afavorís l'accés de les dones a la cultura a través de la lectura.

## Objectius
Els objectius que van portar a la fundació de la biblioteca van ser els de dotar a la ciutat d'un espai de lecturalio adreçat a les noies i dones gironines. L'espai va néixer com una biblioteca adreçada a les dones però aviat va integrar altres activitats.
Els fins fundacionals es varen ampliar amb la programació de cursos de català idiomes estrangers, cultura general i activitats professionalitzadores. Més endavant també es va fundar una casa de família adreçada a servir de residència a les noies treballadores i a les estudiants. Tot plegat, amb la voluntat de promoure la participació femenina en la vida cultural de la ciutat, i la seva promoció.

## Història
La iniciativa de fundar una biblioteca destinada a les dones, va néixer d'un grup de gironines que es reuniren en una sala del Col·legi de les Dominiques del carrer del Nord de Girona el 19 de desembre de 1918. Les assistents a aquella reunió, membres de la burgesia de la ciutat eren: Manuela Carreras, Carme Auguet, Esperança Bru, Dolors Pastor i Mercedes Clutaró.
La composició del grup de fundadores es vincula a les elits culturals i polítiques de la ciutat, amb connexions també amb Barcelona. Entre les senyores que acorden la constitució de la biblioteca hi figuren Manuela Carreras, esposa de l'alcalde de la ciutat, Carme Auguet i Mercedes Clutaró eren professores de l'Escola Normal de Mestres i Dolors Pastor n'era la directora. Esperança Bru estava casada amb l'arquitecte Rafael Masó Valentí. Esperança Bru, a través del seu marit, coneixia i tenia relació amb Francesca Bonnemaison, promotora cultural, feminista i fundadora de l'Institut de Cultura i Biblioteca Popular de la Dona.
La Biblioteca va tenir diverses seus al llarg dels seus vint anys d'existència. Va iniciar-se en una sala cedida per les monges Dominiques de l'Anunciata del Carrer del Nord. Ben aviat l'espai es va fer petit i el 1920 varen traslladar-se a la Plaça del Mercadal, número 32, actual cruïlla entre el carrer de Santa Clara i el carrer de l'Obra de Girona.
La voluntat d'ampliar les funcions de l'equipament va portar a un nou trasllat a la que serà la seva seu definitiva. Per conveni amb la Caixa de Pensions per a la Vellesa i d'Estalvis, la Biblioteca Popular de la Dona, com entitat autònoma dins l'Institut de la Dona que Treballa es va ubicar en l'acabada d'estrenar seu de la Caixa de Pensions al carrer Santa Clara de Girona, l'any 1923. Aquest trasllat va comportar l'obertura de la residència per estudiant de magisteri i treballadores, a l'entresòl del mateix edifici.
L'adveniment de la dictadura de Primo de Rivera, va situar la institució en el punt de mira del règim pel seu perfil catalanista i la seva vinculació a les elits culturals i polítiques de la ciutat. Aquesta situació va provocar el tancament temporal de la institució i una sanció governativa,
La Biblioteca, la Casa de Família i l'Institut de la Dona que Treballa va continuar la seva tasca fins al 1936. Amb l'inici de la guerra civil la Generalitat republicana va requisar la institució. Finalment el 1939 la intervenció de La Caixa per part de les tropes franquistes va posar fi a aquella obra social i filantròpica.